# Puteaux SA 18

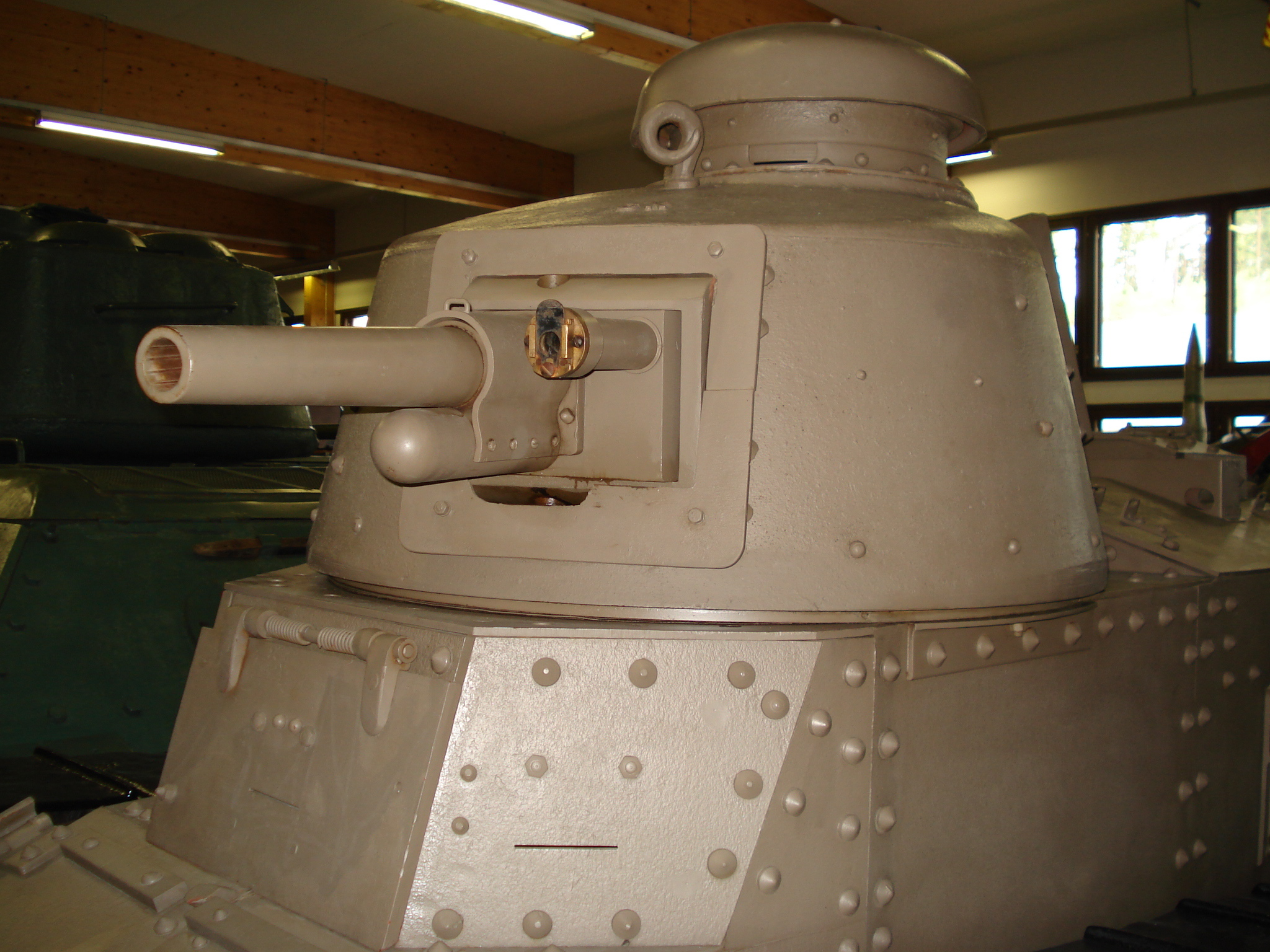
Puteaux SA 18 instalovaný na Renaultu FT

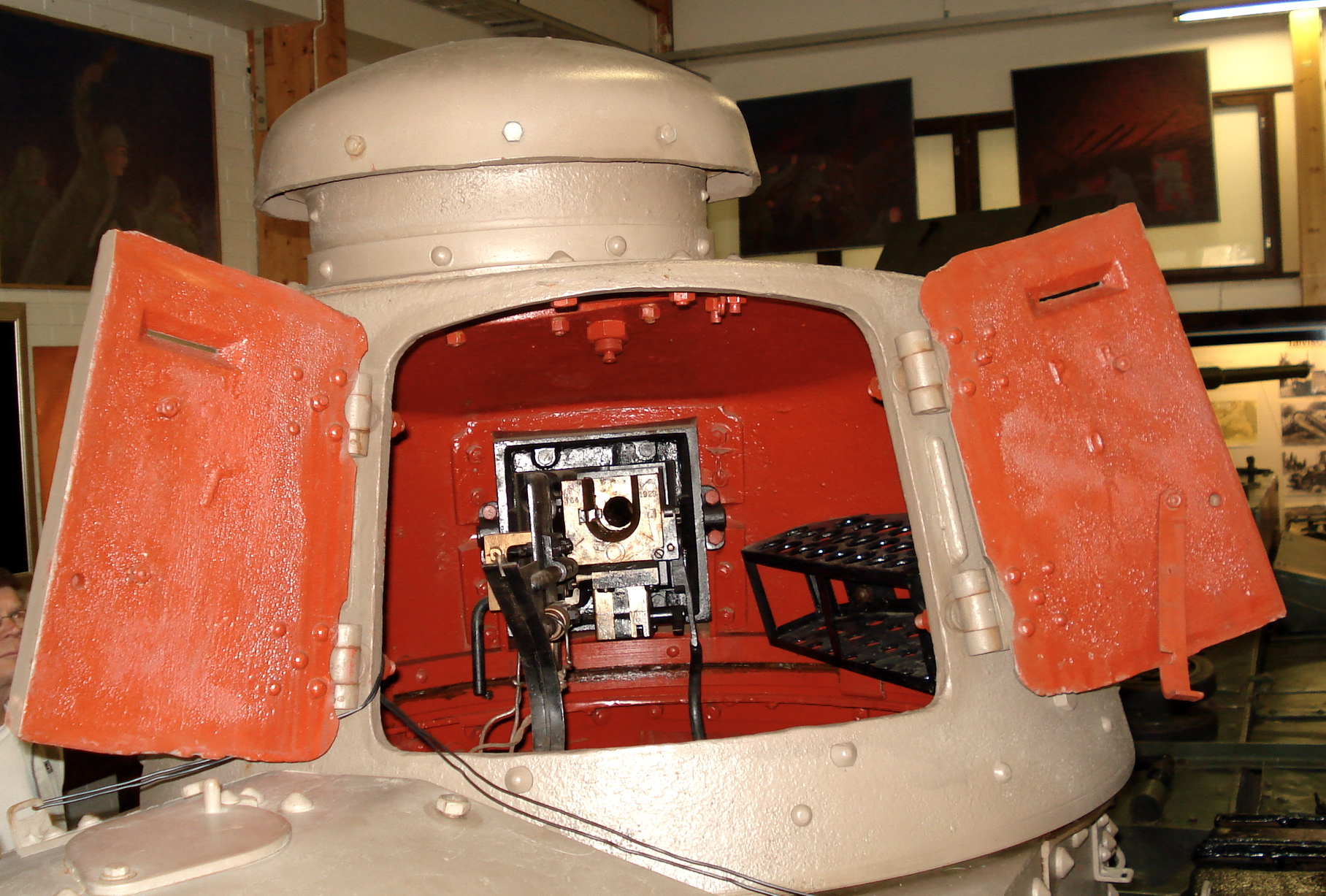
Puteaux SA 18 ve věži Renaultu FT

Puteaux SA 18 byl francouzský jednoranný kanón ráže 37 milimetrů vzniklý v době první světové války a používaný zejména jako výzbroj tanků a jiných obrněných bojových vozidel.
Jednalo se o jednoduchou a spolehlivou zbraň s vysokou kadencí střelby, primárně určenou k boji proti pěchotě a kulometným hnízdům, vzhledem k relativně nízké úsťové rychlosti střely která omezovala úspěšnost v nasazení proti obrněným cílům. Přesto ještě v době vypuknutí druhé světové války dostačovalo proti lehce obrněným vozidlům. K obsluze děla snadno postačoval jeden muž, a zaměřováno bylo za pomocí teleskopického zaměřovače, instalovaného na levé straně zbraně.

## Technické detaily
Délka hlavně byla 21 kalibrů (L/21). Maximální teoretická rychlost střelby byla patnáct ran za minutu, trvalá deset ran za minutu.
Počínaje Renaultem FT-17 představovalo toto dělo standardní výzbroj francouzských lehkých tanků období mezi světovými válkami, například Renaultu R-35, Hotchkiss H-35 a H-38, FCM-36 a některých obrněných automobilů, zejména White-Laffly WL-50.
Polská armáda jej užívala jak v importovaných tancích Renault FT a Renault R-35 a obrněných automobilech Peugeot, tak i na obrněných automobilech domácího původu wz. 28, wz. 29 a wz. 34, jakož i na některých říčních plavidlech a obrněných vlacích.